# Сельское хозяйство Франции

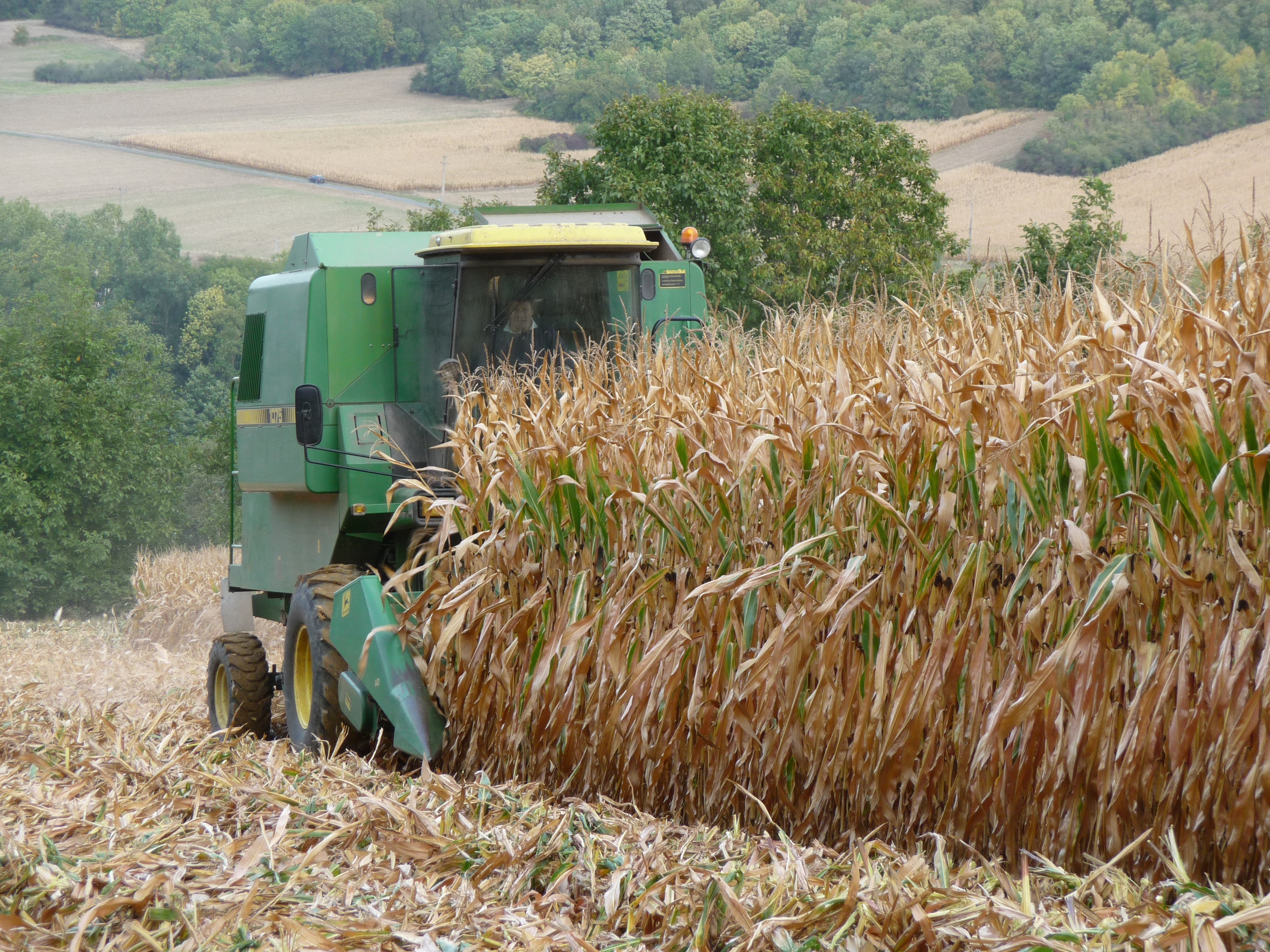
Уборка кукурузы в департаменте Ивелин

Сельское хозяйство Франции — крупнейший производитель аграрной продукции в Европе (18 % всего производства в ЕС). Этому способствуют благоприятные агроклиматические ресурсы. Входит в первую пятёрку стран-экспортеров сельскохозяйственной продукции. На сельское хозяйство приходится примерно 2 % ВВП, на агропромышленный комплекс — более 4 %.

## Статистика

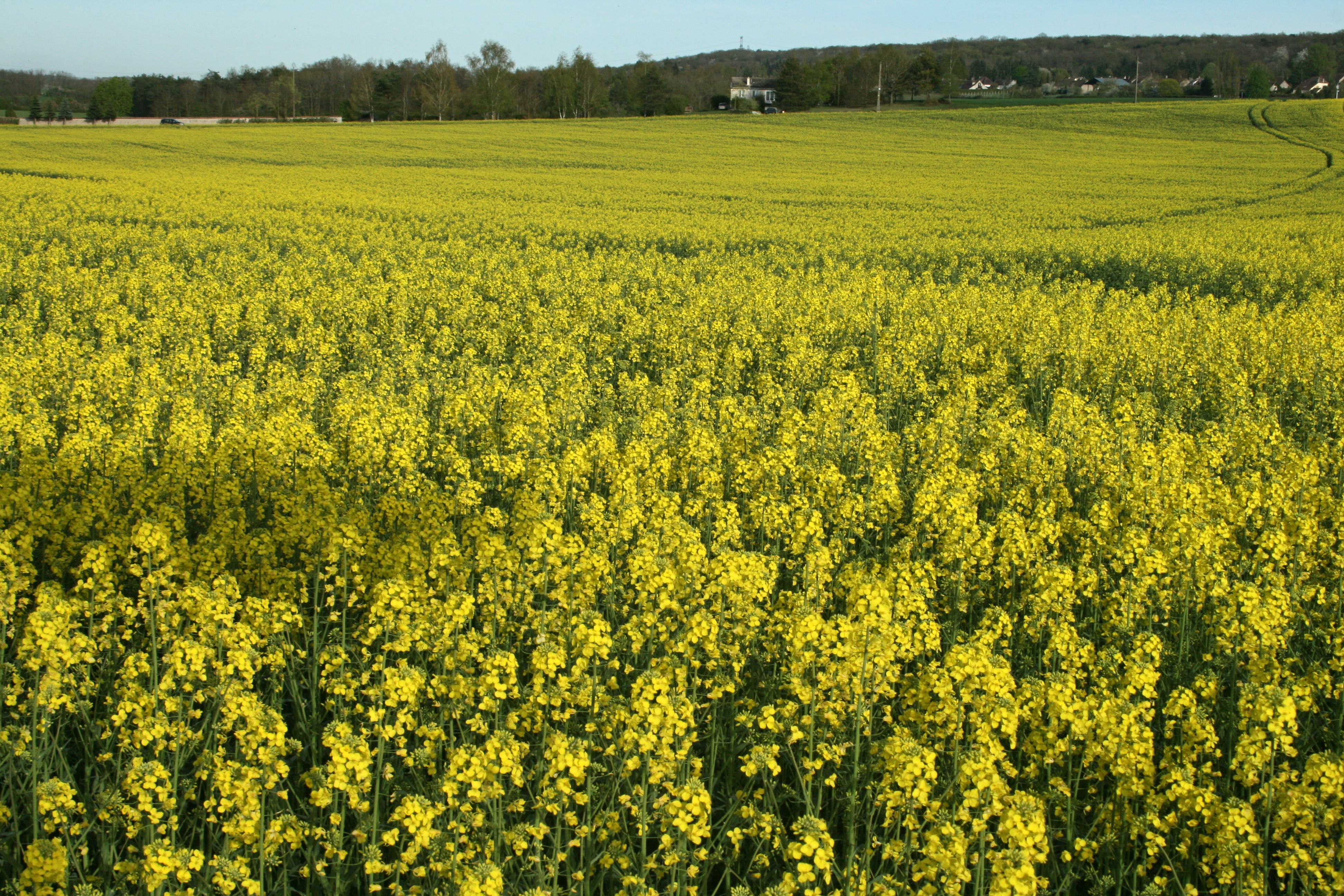
Рапсовое поле в департаменте Сена и Марна

Площадь сельскохозяйственных угодий по оценке на 2019 год составляла 28,6 млн га (52,6 % территории страны), в том числе пахотная земля — 18,1 млн га (33,4 %), многолетние насаждения — 1 млн га (1,8 %), пастбища — 9,5 млн га (17,5 %). На леса приходится 29,2 % территории страны. Количество фермерских хозяйств неуклонно уменьшается, если в 1950-х годах было 2 млн ферм, к концу 1990-х годов их осталось 700 тысяч. По данным переписи 2020 года во Франции было 416,5 тыс. ферм, их средний размер составлял 69 га. Крупные хозяйства (с оборотом более 250 тыс. евро в год) составляли 20 % от общего числа, микро-фермы (менее 25 тыс. евро) — 30 %. На фермах работало 524 тыс. управляющих и 758 тыс. наёмных работников.
По состоянию на 2023 год Франция входила в первую десятку в мире по производству следующей агропродукции: пенька (1-е место), виноград (3-е), утятина (3-е), ячмень (3-е), крольчатина (4-е), горох свежий (4-е), сахарная свёкла (4-е), бобы (5-е), индюшатина (5-е), козье молоко (5-е), крыжовник (5-е), рапс (5-е), горох сушёный (6-е), пшеница (6-е), семя подсолнечника (6-е), абрикосы (8-е), фундук (8-е), картофель (8-е), киви (8-е), коровье молоко (8-е), спаржа (8-е), грибы (9-е), льняное семя (9-е), свинина (9-е), яблоки (9-е), говядина (10-е), люпин (10-е).
Франция в 2023 году занимала лидирующие позиции а мире по экспорту таких агропромышленных товаров (по объёму): горох свежий (1-е), конопляное семя (1-е), крупный рогатый скот (1-е), лён (1-е), пенька (1-е), солод (1-е), хлебопекарские смеси и тесто (1-е), цикорий (1-е), виноград (2-е), глюкоза и декстроза (2-е), горчичный порошок (2-е), детское питание (2-е), йогурт с добавками (2-е), картофель (2-е), корм для домашних животных (2-е), пахта (2-е), плавленый сыр (2-е), утки (2-е), ячмень (2-е), вино и вермут (3-е), виноградное сусло (3-е), зелёный лук (3-е), крольчатина (3-е), люцерна (3-е), мороженое (3-е), сыр из коровьего молока (3-е), утятина (3-е), фундук (3-е), абрикосы (4-е), артишоки (4-е), индейки (4-е), кукуруза консервированная (4-е), лактоза (4-е), лошади (4-е), обезжиренное сухое молоко и сыворотка (4-е), рапсовое масло (4-е), рисовая мука (4-е), сахар (4-е), семена подсолнечника (4-е), сливки (4-е), сорго (4-е), спиртные напитки (4-е), баранина (5-е), выпечка (5-е), картофель замороженный (5-е), козлятина (5-е), кукуруза замороженная (5-е), кукуруза свежая (5-е), семена мака (5-е), цветная капуста (5-е), яичный порошок (5-е), бобы (6-е), виноградный сок (6-е), горох сушёный (6-е), грецкие орехи (6-е), пшеница (6-е), какао-масло (6-е), куры (6-е), просо (6-е), рапс (6-е), сливочное масло (6-е), чернослив (6-е), шерсть (6-е), ячневая крупа (6-е), индюшатина (7-е), каштаны (7-е), кофе обжаренный (7-е), кролики (7-е), малина (7-е), овощи замороженные (7-е), помидоры (7-е), сало (7-е), сухое молоко (7-е), какао порошок (8-е), консервированные грибы (8-е), овёс (8-е), подсолнечное масло (8-е), рожь (8-е), говядина (9-е), кукурузная мука и зерно кукурузы (9-е), пшеничная мука (9-е), ржаная мука (9-е), сидр (9-е), сушёные грибы (9-е), яблоки (9-е), гусятина (10-е), конина (10-е), свинина (10-е). В денежном выражении Франция была крупнейшим в мире экспортёром вина и вторым крупнейшим по спиртным напиткам.
Налогообложение французских ферм — самое высокое из стран Евросоюза, в 2022 году на Францую пришлось 35 % налогов с фермерских хозяйств ЕС, налог на производство составил 18 евроцентов на 1 евро, в то время как в среднем по Евросоюзу — 8 евроцентов, в Германии — 2 евроцента. По субсидиям аграрному сектору Франция занимала одно из последних мест в ЕС, они составили 11 евроцентов на 1 евро (в среднем по Евросоюзу — 13 евроцентов, в США субсидии составляют 25 % от оборота).

## Растениеводство

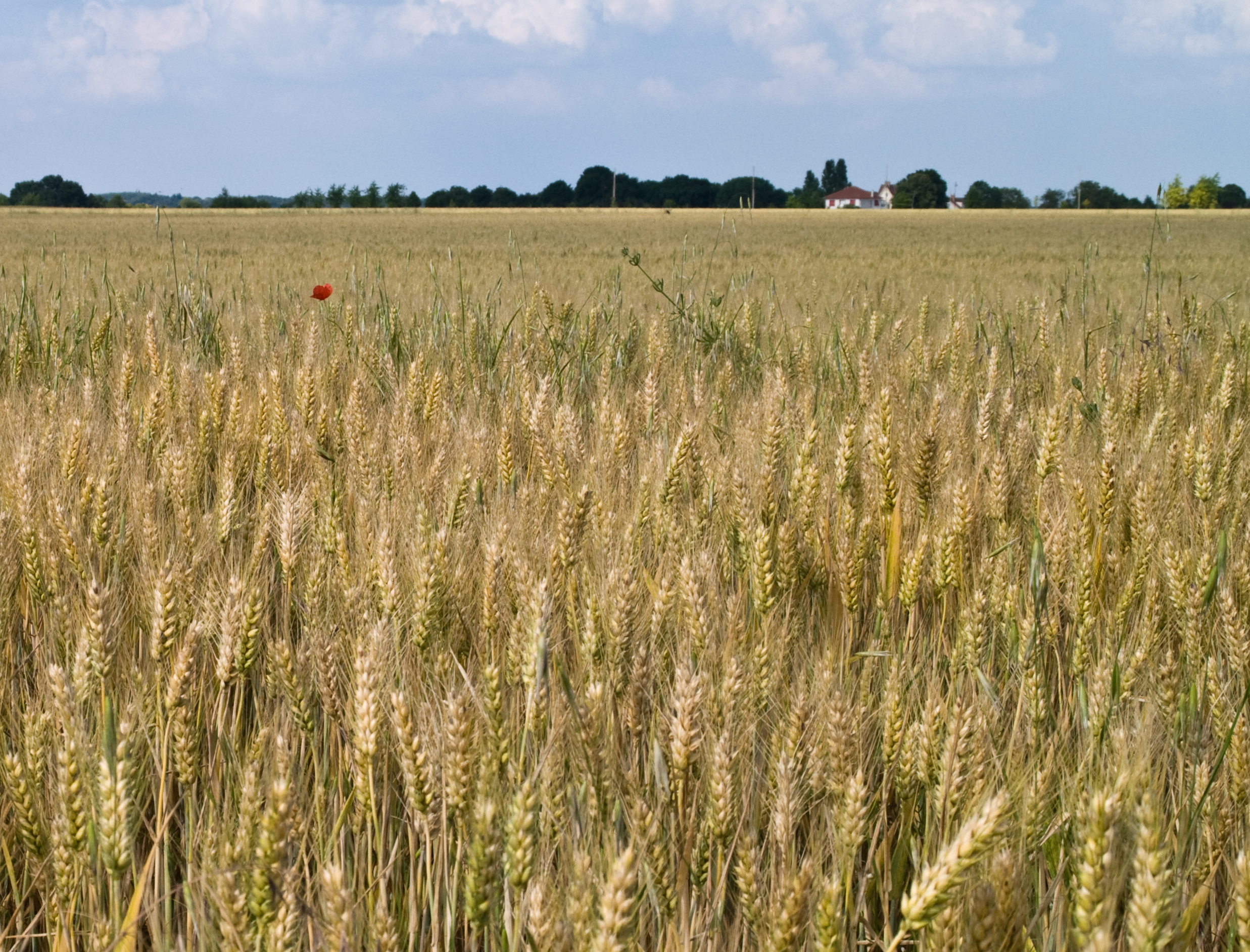
Пшеничное поле в департаменте Сена и Марна

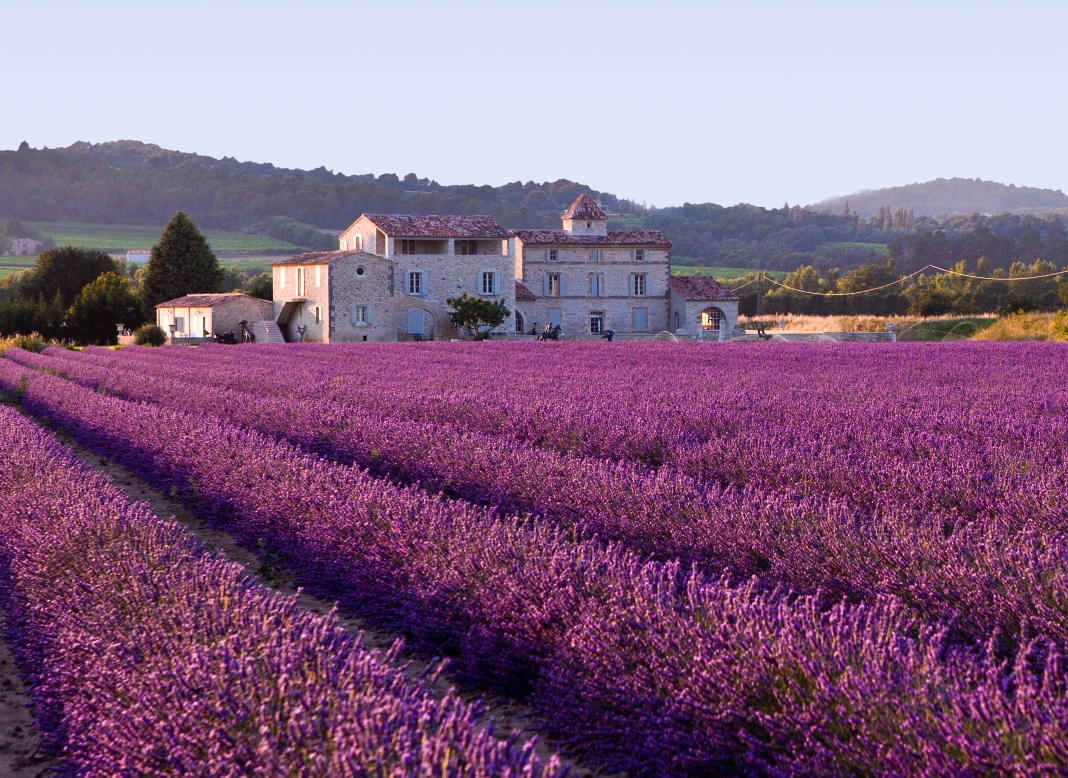
Лавандовое поле в Провансе

По данным на 2021 год, доля растениеводства составляла 61 % общей стоимости сельскохозяйственной продукции, в том числе зерновые — 18 %, овощеводство и садоводство — 17 %, виноградарство — 13 %.
В растениеводстве лидирует выращивание зерновых культур, каждое второе фермерское хозяйство Франции производит зерно. Половину посевных площадей под зерновыми занимает пшеница мягких сортов, также значительную роль играют кукуруза (16 %) и ячмень, другими важными культурами являются тритикале, овёс, сорго, рожь и рис. Производство зерна составляет 57 млн т в год, в том числе пшеница — 30 млн т, кукуруза — 13 млн т, ячмень — 10 млн т. Средняя урожайность составляет: пшеница — 76,6 ц/га; кукуруза — 91,1 ц/га; ячмень — 68,4 ц/га. Основной регион выращивания пшеницы — Парижский бассейн, кукурузы — Гароннская низменность, риса — дельта Роны.
Основными масличными культурами по валовому сбору являются рапс (3,3 млн т в 2020 году), подсолнечник (1,6 млн т) и соя (406,7 тыс. т); на побережье Средиземного моря выращивают оливки. Главная техническая культура — сахарная свёкла, её выращивают преимущественно а регионах О-де-Франс и Иль-де-Франс, где также расположено большинство сахарных заводов. В заморских территориях (Мартиника, Реюньон) распространено выращивание сахарного тростника. Основные районы производства табака — Аквитания, Эльзас и предгорья Центральных Пиренеев. На побережье Средиземного моря выращивают цветы, в первую очередь розы; коммуна Грас — главный центр разведения цветов для парфюмерной промышленности.
Валовой сбор картофеля составляет более 8 млн т, овощей — 4,4 млн т, основными видами овощей являются лук, томаты, морковь и капуста. По сбору фруктов Франция занимает третье место в Европе после Италии и Испании, в 2020 году он составлял 8,9 млн т, в том числе яблоки — 1,6 млн т, персики — 179 тыс. т, сливы 201 тыс. т, груши — 138 тыс. т, абрикосы 86 тыс. т. Выращивают также дыни (266 тыс. т), клубнику (55 тыс. т), цитрусовые (73 тыс. т), грецкий орех (35,7 тыс. т), грибы (80 тыс. т).

### Виноградарство

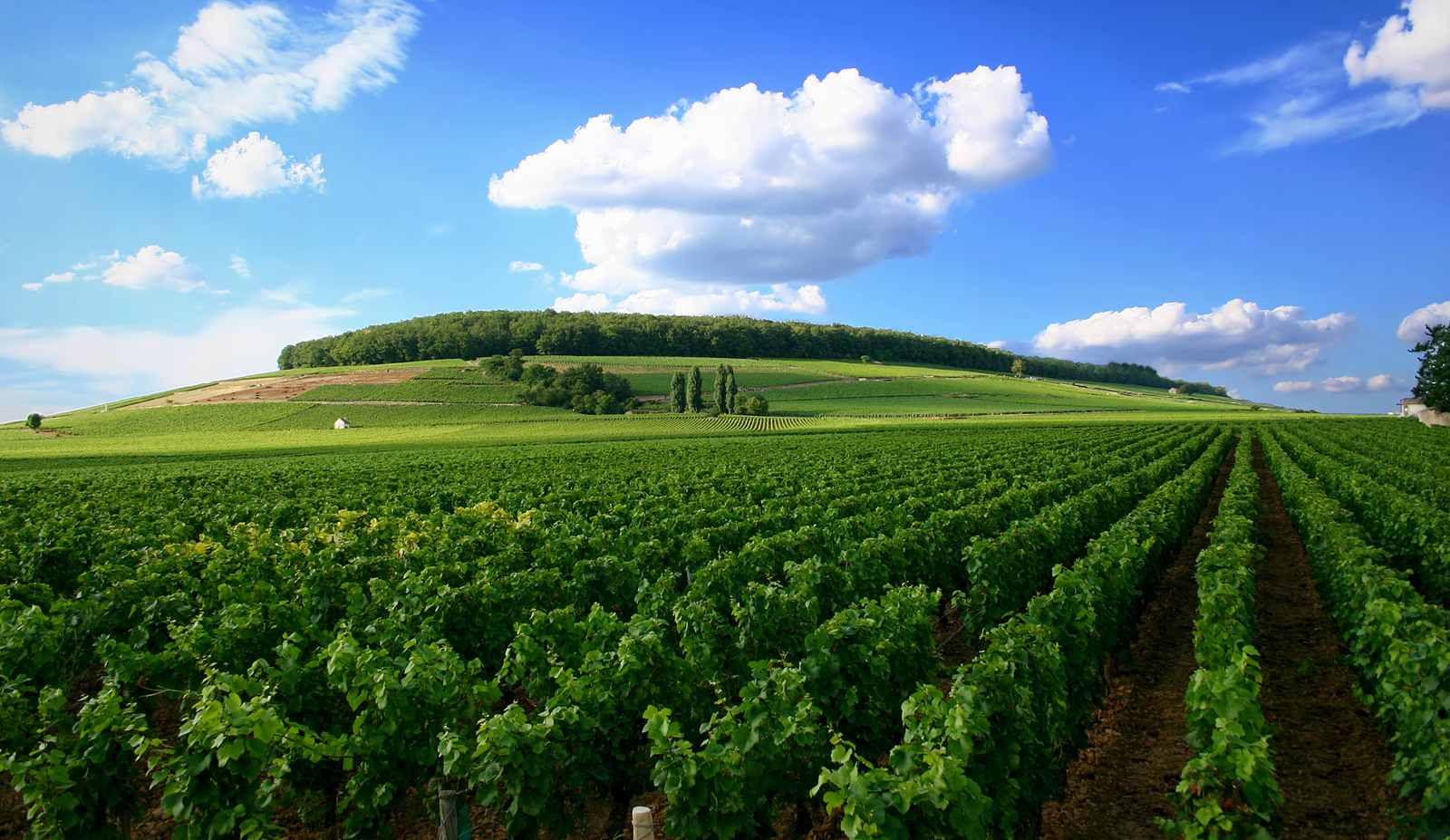
Виноградники в Бургундии

Сбор винограда во Франции составляет около 6 млн т в год. Основные винодельческие регионы — Лангедок, Шампань, Бургундия, среднее течение Луары, нижнее течение Гаронны, Гасконь, долины Роны и Рейна.
В 2023 году Франция была крупнейшим производителем вина в мире — 48 млн гектолитров.

## Животноводство

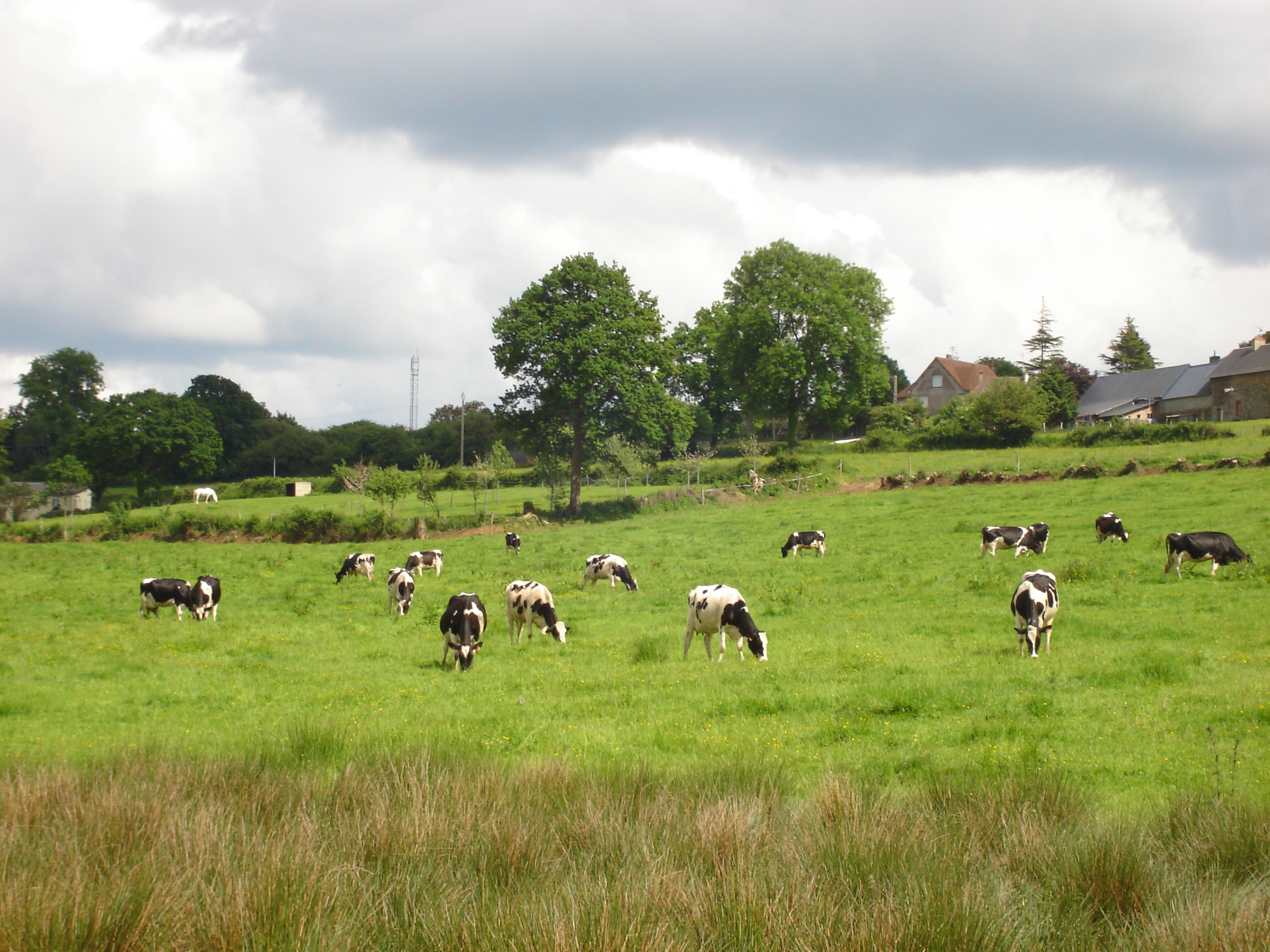
Пастбище в Нормандии

На животноводство в 2021 году приходилось 33 % стоимости агропродукции, в том числе производство мяса — 14 %, молока — 13 %, яиц — 6 %. Животноводство наиболее развито в западной части Франции (регионы Бретань и Нормандия). Поголовье крупного рогатого скота, самое многочисленное в Европе, составляет 19 млн голов, в том числе 3,8 млн молочных коров и 4 млн мясных; с начала 1980-х годов поголовье сокращается из-за молочных квот Евросоюза. Среди мясных коров распространены такие породы, как шароле, лимузинская, светлая аквитанская, салерс, обрак и гасконская. По производству молока Франция занимает второе место в Европе (23 млрд литров в год). Разведением молочных коров занято более 80 тыс. ферм, в среднем на одно хозяйство приходится 44 коровы и 60 га пастбищ или посевов. Молоко перерабатывается на 700 молокозаводах.
Поголовье свиней во Франции составляет 14 млн голов (10 % от общеевропейского). Основные породы: французский ландрас, большая белая, пьетрен и дюрок. Франция занимает третье место в Евросоюзе по производству свинины.

## Рыболовство

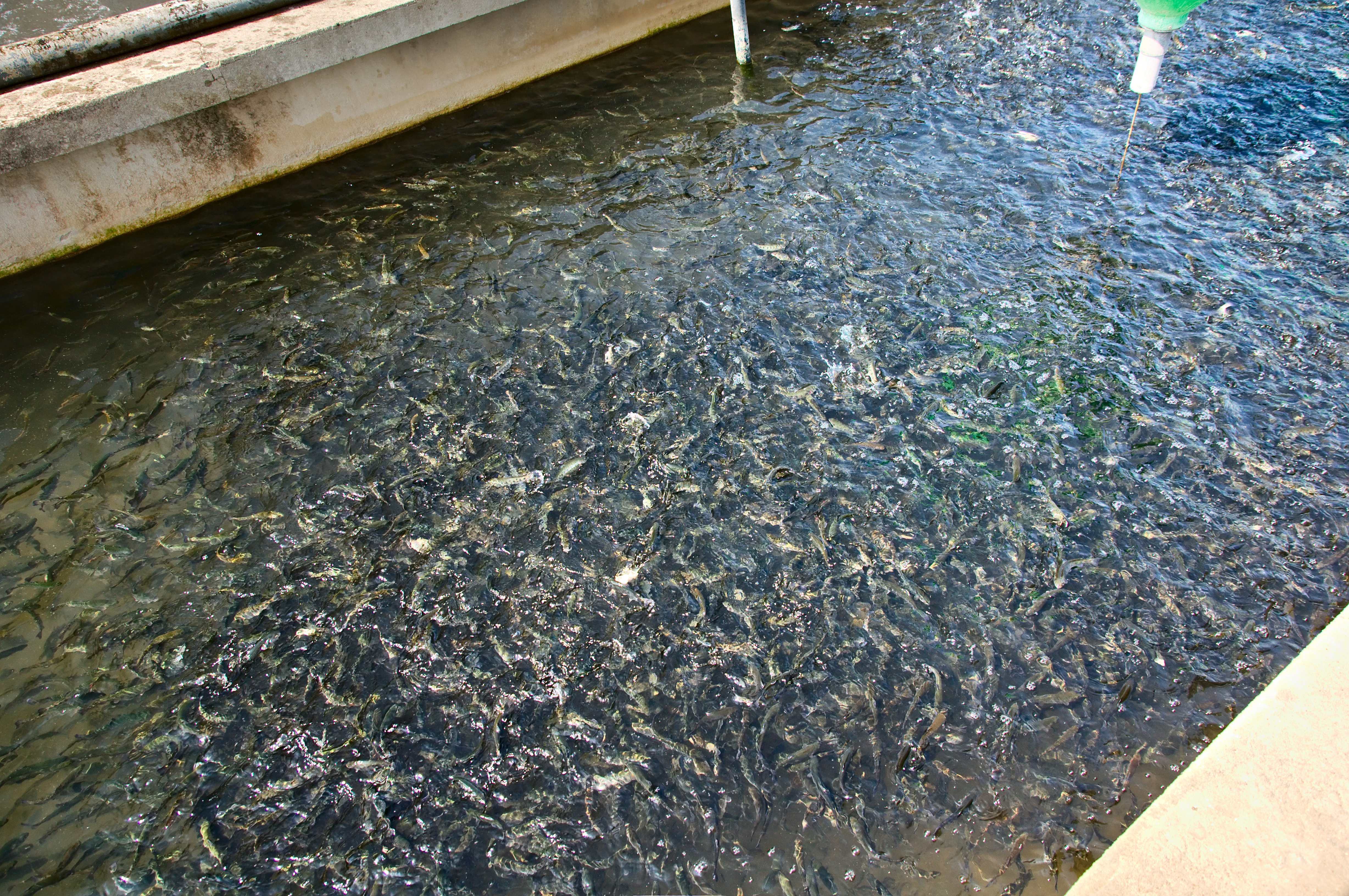
Разведение форели в департаменте Па-де-Кале

Рыболовные ресурсы Франции сильно истощены. Большую часть улова в реках и озёрах составляет искусственно выведенная форель. Морской рыбный промысел развит в прибрежных водах Атлантического океана (в Бискайском заливе и проливе Ла-Манш), где ловят сельдь, треску, тунца, сардину, скумбрию, камбалу и серебристого хека, а также омаров, креветок и моллюсков.
Улов рыбы в 2020 году составлял 458,5 тыс. т (5-е место в ЕС). Рыболовецкий флот насчитывает 6,2 тыс. судов, в отрасли занято 20 тыс. человек. Главные рыболовные порты: Булонь-сюр-Мер, Лорьян и Ла-Рошель. Промысел устриц развит в городках Аркашон, Ла-Трамблад, Марен и Канкаль.

## Кооперативы
В состав кооперативов по состоянию на 2005 год входило 75 % фермеров Франции, общее число кооперативов составляло около 6,9 тысяч. Сельскохозяйственные кооперативы во Франции начали появляться в конце XIX века; в 1950-х годах начался процесс их укрупнения. К началу XXI века некоторые кооперативы превратились в крупные агропромышленные группы с сетью зарубежных филиалов.
Кооперативы с оборотом более 1 млрд евро по состоянию на 2023 год:
| Название кооператива             | Регион                | Основная продукция  | Выручка (млрд евро) | Фермеров-пайщиков | Наёмных сотрудников |
| -------------------------------- | --------------------- | ------------------- | ------------------- | ----------------- | ------------------- |
| InVivo                           | Иль-де-Франс          | зерновые            | 11,7                |                   | 15 тыс.             |
| Agrial                           | Нормандия             | мясо, молоко        | 7,4                 | 12,5 тыс.         | 22 тыс.             |
| Tereos                           | Иль-де-Франс          | сахар               | 7,14                | 10,7 тыс.         | 15,8 тыс.           |
| Sodiaal                          | Иль-де-Франс          | молоко              | 5,8                 | 15,3 тыс.         | 9 тыс.              |
| Terrena                          | Пеи-де-ла-Луар        | зерно, мясо         | 5,5                 | 19 тыс.           | 11,3 тыс.           |
| Vivescia                         | Гранд-Эст             | зерно               | 4,58                | 10 тыс.           | 6,9 тыс.            |
| Axéréal                          | Центр — Долина Луары  | зерно               | 4,09                | 11 тыс.           | 3,5 тыс.            |
| Eureden                          | Бретань               | зерно, мясо, молоко | 3,85                | 17 тыс.           | 8 тыс.              |
| Cooperl Arc Atlantique           | Бретань               | мясо                | 2,92                | 4,66 тыс.         | 7,4 тыс.            |
| Cristal Union                    | Гранд-Эст             | сахар               | 2,76                | 9 тыс.            | 2 тыс.              |
| Groupe Even                      | Бретань               | молоко              | 2,7                 | 1 тыс.            | 6,2 тыс.            |
| Les Maîtres Laitiers du Cotentin | Нормандия             | молоко              | 2,56                | 980               | 5 тыс.              |
| Limagrain                        | Овернь — Рона — Альпы | зерно, овощи        | 2,52                | 1,3 тыс.          | 9,7 тыс.            |
| Advitam                          | О-де-Франс            | зерно               | 1,65                | 6 тыс.            | 2,6 тыс.            |
| Euralis                          | Новая Аквитания       | зерно, мясо         | 1,57                | 5,6 тыс.          | 5 тыс.              |
| CAVAC                            | Пеи-де-ла-Луар        | зерно, мясо         | 1,4                 | 4,7 тыс.          | 1,7 тыс.            |
| Maïsadour                        | Новая Аквитания       | зерно, мясо         | 1,39                | 5 тыс.            | 4,3 тыс.            |
| SCAEL                            | Центр — Долина Луары  | зерно               | 1,37                | 1,8 тыс.          | 615                 |
| Lur Berri                        | Новая Аквитания       | зерно, мясо         | 1,35                | 5,1 тыс.          | 3,8 тыс.            |
| NatUp                            | Нормандия             | зерно, овощи        | 1,29                | 7 тыс.            | 1,8 тыс.            |
| Arterris                         | Окситания             | зерно               | 1,14                | 15 тыс.           | 3 тыс.              |

## ГМО

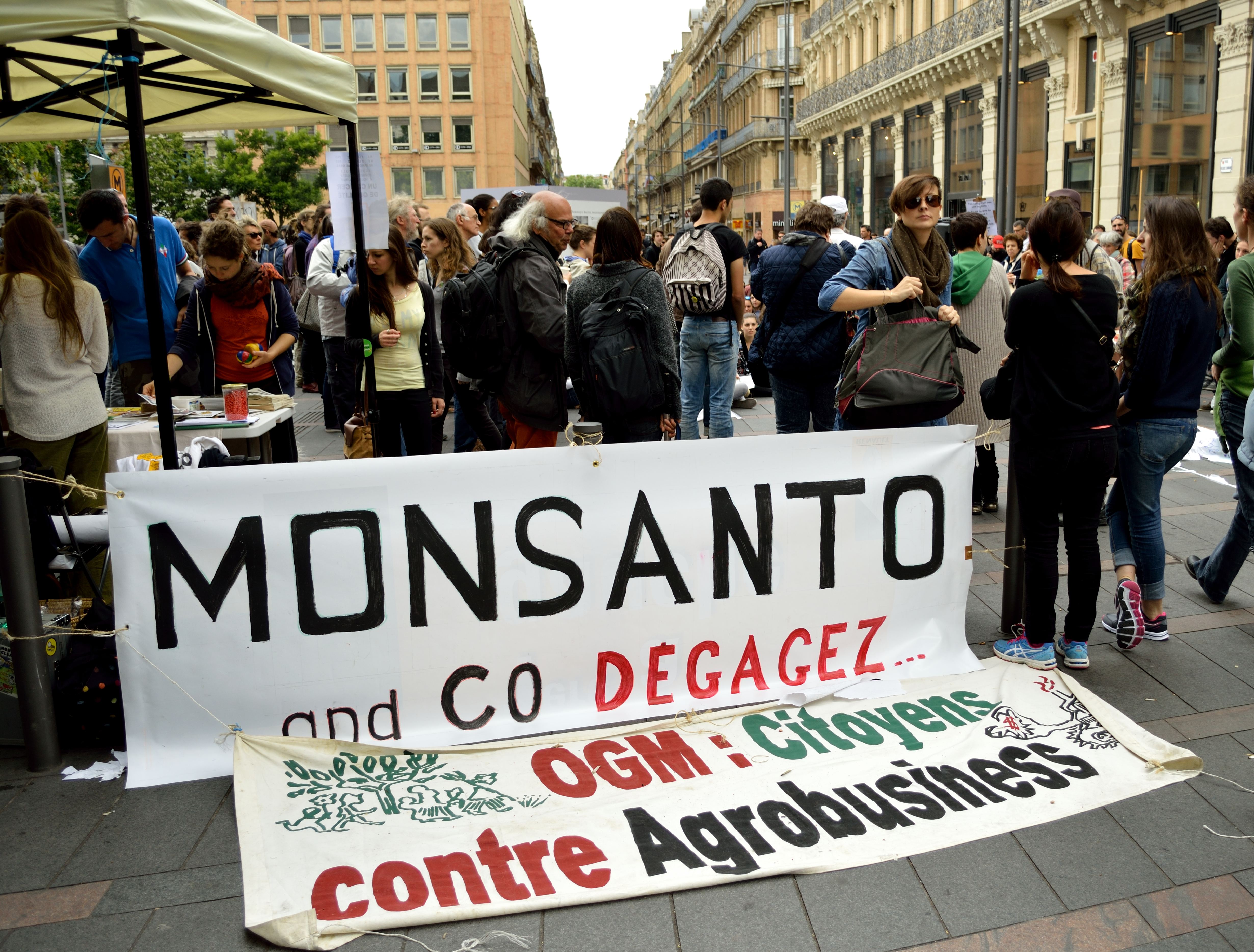
Марш против Monsanto в Тулузе

В 1998 году Франция стала первой страной в Европе, начавшей выращивать генетически модифицированную кукурузу из семян, импортированных из США (разработанные компанией Novartis). Однако, в том же году был введён мораторий на использование ГМО. В 2005 году выращивание модифицированной кукурузы (на этот раз разработки Monsanto, MON 810) было возобновлено, к 2007 году площадь посевов превысила 20 тыс. га. Эксперименты с ГМО во Франции сопровождались горячими политическими дебатами, акциями протеста и актами вандализма со стороны «зелёных» и отдельных фермерских организаций.
Законом от 2008 года выращивание генетически модифицированных растений для коммерческого применения во Франции было запрещено. Позже, в 2011 году, этот закон был признан противоречащим нормам Евросоюза как Европейским судом, так и Государственным советом Франции; тем не менее, запрет на выращивание ГМО сохраняется, а в 2020 году он был расширен на искусственный мутагенез.
На импорт модифицированных сортов требуется особое разрешение, по состоянию на 2022 год было допущено к импорту около 100 сортов кукурузы, сои, рапса, хлопка и сахарной свёклы, они могут перерабатываться и продаваться с соответствующей маркировкой; Франция импортирует большое количество модифицированной сои на корм скоту (в основном из Бразилии). Контроль за использованием ГМО осуществляет Национальное агентство санитарной безопасности (Agence nationale de sécurité sanitaire de l’alimentation, de l’environnement et du travail, ANSES), а также, на общеевропейском уровне, Европейское агентство по безопасности продуктов питания. Запрет на ГМО не распространяется на эксперименты в научно-исследовательских целях.